# Philipp Hofmeister (Theologe)
Philipp Hofmeister OSB (* 19. April 1888 in Saulgau als Philipp (Ap.) Ludwig Martin Hofmeister; † 21. Januar 1969 in der Abtei Neresheim) war ein deutscher Ordenspriester und Kirchenrechtler.

## Leben
Von 1907 bis 1909 studierte er Rechtswissenschaften in Berlin und Studium der Philosophie in Freiburg im Breisgau und von 1909 bis 1912 Theologie in Tübingen. 1912 legte er das Staatsexamen der Theologie in Tübingen ab und trat in die zum Beuroner Klosterverband gehörende Benediktinerabtei Emmaus in Prag ein, wo er den Ordensnamen des hl. Philipp (Neri) erhielt und am 15. Januar 1914 Profess ablegte. Schon am 25. Januar 1014 erhielt er in der bischöflichen Hauskapelle in Leitmeritz das Sakrament der Priesterweihe und im gleichen Jahr wurde er Lehrer an der Oblatenschule des Emausklosters für Mathematik. Von 1914 bis 1918 war Pater Philipp Feldgeistlicher der sächsischen Truppen. Von 1918 bis 1921 lehrte er als Lektor für kanonisches Recht an der Hochschule Beuron. 1921 trat er in die Abtei Neresheim über und übertrug seine monastische Stabilität am 22. Mai 1922 auf Neresheim. Nach der Promotion 1929 zum Dr. theol. in Tübingen vertrat er von 1946 bis 1947 die Professur für Kirchenrecht an der PTH Dillingen. 1949 wurde er Privatdozent und außerordentlicher Professor für Kirchenrecht, insbesondere für Kanonisches Prozess- und Strafrecht an der LMU München. 1956 erfolgte seine Emeritierung.

## Schriften (Auswahl)
- Mitra und Stab der wirklichen Prälaten ohne bischöflichen Charakter. Stuttgart 1928, OCLC 73456034.
- Bischof und Domkapitel nach altem und nach neuem Recht. Neresheim 1931, OCLC 750896953.
- Der Katholizismus in Frankreich. Paderborn 1933, OCLC 21437253.
- Die heiligen Öle in der Morgen- und Abendländischen Kirche. Eine kirchenrechtlich-liturgische Abhandlung. Würzburg 1948, OCLC 6678791.